# Pénztörténeti szakirodalom
Fontosabb összefoglaló munkák és katalógusok a pénztörténet témakörében.

## Általános
- Bácskai Tamás – Huszti Ernő – Simon Péterné: A pénz. Budapest: Kossuth. 1974.  ISBN 963 09 0042 4
- Varga István: Az újabb magyar pénztörténet és egyes elméleti tanulságai; sajtó alá rend., bev. Schmidt Ádám; Közgazdasági és Jogi, Bp., 1964
- Bíróné Sey Katalin: Pannoniai pénzverés; Magyar Éremgyűjtők Egyesülete, Bp., 1985
- id. Kupa Mihály: Corpus notarum pecuniariarum Hungariae, 1-2. / Magyar egyetemes pénzjegytár. Világ-pénztörténeti vonatkozásokkal; előszó Kupa Mihály; Informatika Történeti Múzeum Alapítvány, Bp., 1993
  - 1. Magyarország pénzjegyei. A Kossuth-korszak és a független Magyarország kora. 1848–1866 és 1918–1992
  - 2. Magyarország pénzjegyei. A Kossuth-korszak és a független Magyarország kora. 1848–1866 és 1918–1992. Katalógus
- Michael North: Pénztörténeti lexikon. Az aranytól a záloglevélig; ford. Balogh Veronika, Helt Gyuláné, Helt Gyula; Perfekt, Bp., 1998
- Garami Erika: Pénztörténet; Tas-11 Kft., Bp., 2007
- Tóth Csaba: Pénzek színes világa; Magyar Nemzeti Múzeum–Martin Opitz, Bp., 2020
- Soltész Ferenc Gábor–Soltész Márton: Numizmatikai kalandozások az Árpád-kortól napjainkig. Tanulmányok / Numismatic adventures from the Árpádian era to present day. Studies; Martin Opitz, Bp., 2021

## Antik és bizánci numizmatika

### Általános
- GÖBL, R.: Antike Numismatik 1–2. München, 1978
- R.-ALFÖLDI, M.: Antike Numismatik 1–2. Mainz, 1978
- CASEY, J. – REECE, R.: Coins and the Archeologist. London, 2. ed., 1988

### Görög
- JENKINS, G. K. – KÜTHMANN, H.: Münzen der Griechen. München, 1972
- CARRADICE. I. – PRICE, M.: Coinage in the Greek World. London, 1988
- Catalogue of the Greek Coins in the British Museum. I–XXX.
- Sylloge Nummorum Graecorum.

### Római Köztársaság
- CRAWFORD, M. H.: Roman Republican Coinage I–II. Cambridge, 1974

### Római császárkor
- SUTHERLAND, C. H. V.: Münzen der Römer. München, 1974
- BERNHART, M.: Handbuch zur Münzkunde der römischen Kaiserzeit. 1-2. Halle (Saale), 1926
- GRANT, M.: Roman Imperial Money. London, 1954
- DUNCAN-JONES, R.: Money and Government in the Roman Empire. Cambridge, 1994
- Coins of the Roman Empire in the British Museum I–VI.
- Roman Imperial Coinage I–X.
- CARSON, R A. G. – HILL. P. V. – KENT, J. P. C.: Late Roman Bronze Coinage 324–498. London, 1960

### Kelta
- ALLEN, D.: The coins of the ancient Celts. Edinburgh, 1980
- TORBÁGYI, M.: Keltische Münzprägung im Gebiet Ungarns. NZ 104/105. 1997. 7–17. o.

### Bizánc
- WHITTING, P. D.: Monnaies byzantines. Fribourg, 1973
- HENDY, M. F.: Studies in the Byzantine Monetary Economy c. 300–1450. Cambridge, 1985
- Imperial Byzantine Coins in the British Museum I–II. London, 1908

## Közép- és újkor

### Általános
- HUSZÁR, L.: Münzkatalog Ungarn von 1000 bis Heute. Budapest, 1979
- SCRÖTTER, V.: Wörterbuch der Münzkunde. Berlin, 1930

### Dénár korszak
- DANNENBERG, H.: Die Deutschen Münzen der säschsischen und fränkischen Kaiserzeit. Berlin, 1876
- DEPEYROT. G.: Le numeraire carolingien. Corpus des monnaies. Paris, 1993
- DEPEYROT. G.: Richesse et societé chez les Mérovingiens et Carolingiens. Paris, 1994
- DOYEN. J-H.: Catalogue des monnaies du haut Moyen-Age, Royaumes barbares mérovingiennes et carolingiennes. Charleville-Mérieres, 1991
- DURLIAT. J.: Les finances publiques de Diocleten aux Carolingiens (284–888) Beihefte der Francia. 21. Sigmaringen, 1990
- GEDAI I.: A magyar pénzverés kezdete. Budapest, 1986
- GEDAI, I.: Friesach Denars and their Historical Background in the Hungarian Kingdom. In: Die Friesacher Münze im Alpen-Adria-Raum. Graz, 1996
- HAHN, W.: Moneta Radasponensis. Braunschweig, 1976
- HÓMAN B.: Magyar pénztörténet 1000–1325. Budapest, 1916
- KOCH, B.: Der Wiener Pfennig. Numismatische Zeitschrift. 97. (1983)
- PROU, M.: Les Monnaies Mérovingiennes. Paris, 1892
- PROU. M.: Les Monnaies Carolingiennes. Paris, 1896
- RÉTHY, L.: Corpus Nummorum Hungariae. I–II. Budapest, 1899
- V. SZÉKELY Gy.: Slavonische Banalmünzoprägung. Dissertationes Archaeologicae. II. 8. (ELTE) Budapest, 1979
- Gedai István: Szent István arany pénzverése; Magyar Nemzeti Múzeum, Bp., 1999
- Kincses Gyula: Az Árpád-házi uralkodók pénzverése és királysága; 2. bőv. kiad.; szerzői, Debrecen, 2003
- Gyöngyössy Márton: Középkori magyar aranyforintok. Kincsek a Magyar Nemzeti Bank Látogatóközpontjából; térkép Szilágyi Krisztián Antal; MNB, Bp., 2005
- Gyöngyössy Márton: Florenus Hungaricalis. Aranypénzverés a középkori Magyarországon; Martin Opitz, Bp., 2008
- Csákvári Péter: Szent István dénárjának veret típusai; Cappen Kft., Győr, 2009 + CD-ROM
- Gedai István: Szent István pénzei és pénzverdéi. Elhangzott a Pázmány Péter Katolikus Egyetem dísztermében 2008. december 5-én; Szt. István Társulat, Bp., 2012 (A Szent István Tudományos Akadémia székfoglaló előadásai)
- Gyöngyössy Márton: Magyar pénztörténet, 1000–1540; Martin Opitz, Bp., 2012
- Lengyel András: Aranykönyv, 1325–1540. Középkori magyar pénzverés; Numis Art Kft., Bp., 2013
- Lengyel András: Ezüstkönyv. Középkori magyar pénzverés; Pannonia Terra Numizmatika, Bp., 2019–
- Az Árpád-kori magyar pénzek katalógusa, 1-3. / Catalogue of Árpádian coinage; Martin Opitz, Bp., 2018–2020 (Opitz numismatica)
- 1. Az anonim dénárok kora. I. (Szent) Istvántól Imréig; bev. Tóth Csaba, katalógus összeáll. Tóth Csaba, Kiss József Géza, Fekete András; 2018
- 2. I. (Szent) Istvántól Imréig; bev. Tóth Csaba, katalógus összeáll. Tóth Csaba, Kiss József Géza, Fekete András; 2018
- 3. II. Andrástól Ottóig; összeáll. Tóth Csaba, Kiss József Géza, bev. Tóth Csaba; 2020

### Garas korszak
- HUSZÁR L.: A budai pénzverés története a középkorban. Budapest, 1958
- NORTH. H.: Geldumlauf. Währungssysteme und Zahlungsverkehr 1300–1800. Köln/Wien, 1989
- POHL. A.: Ungarische Goldgulden. Budapest, 1974
- Tóth Csaba: Bardus, grossus, florenus. Pénzverés az Anjouk Magyarországán; Martin Opitz, Bp., 2020

### Tallér korszak
- MILLER zu AICHHOLZ, V. – LOEHR, A. – HOLZMAIR, E.: Österreichische Münzprägungen 1519–1938. Wien, 1948
- HUSZÁR L.: Habsburg-házi királyok pénzei. Budapest, 1975
- Rádóczy Gyula: Mária Terézia magyar pénzverése; Magyar Éremgyűjtők Egyesülete, Bp., 1982
- HUSZÁR L.: Az Erdélyi Fejedelemség pénzverése. Budapest, 1995
- Sára János: A Habsburg uralkodók kora és pénzverése Magyarországon, 1526–1918; Magyar Éremgyűjtők Egyesülete, Bp., 1991
- POKISCH, B.: Grunddaten zur Europäischen Münzprägung der Neuzeit ca. 1500–1990. Wien, 1993
- Gyöngyössy Márton: A királyi Magyarország pénztörténete, 1527–1608; Martin Opitz, Bp., 2010
- Beszeda Róbert: Pénzverés Erdélyben, 1542–1598. Numizmatikai katalógus; szerzői, Bp., 2015
- Beszeda Róbert: Pénzverés Erdélyben és Magyarországon, 1613–1662; szerzői, Bp., 2012
- Beszeda Róbert: Pénzverés Erdélyben és Magyarországon, 1598–1615. Numizmatikai katalógus; szerzői, Bp., 2013
- Gyöngyössy Márton: Pankart és csopce. Pénzverés és pénzforgalom Nyugat-Magyarországon, 1387–1608; Hansági Múzeum, Mosonmagyaróvár, 2019
- Lux Iván–Gál Sándor: I. Lipót magyar tallér típusú pénzei, 1657–1705; szerzői, Bp., 2021
- Buza János: Aranyforintok és ezüsttallérok nyomában. Válogatott írások a pénz- és gazdaságtörténet köréből; Magyar Numizmatikai Társulat, Bp., 2021

## Kapcsolódó szócikk
- A pénz története